# Cerkiew Soboru Najświętszej Maryi Panny w Hłomczy
Cerkiew Soboru NMP w Hłomczy – drewniana parafialna cerkiew greckokatolicka, znajdująca się w Hłomczy.
Została zbudowana (w miejscu starszej drewnianej cerkwi, wizytowanej w 1836 przez biskupa Jana Snihurskiego) w 1859, odnowiona w 1910.
Obok cerkwi wzniesiono w tym samym czasie murowaną dzwonnicę, w której wiszą trzy dzwony, w tym jeden z 1668.
Parafia należała do greckokatolickiego dekanatu birczańskiego, po I wojnie światowej do dekanatu sanockiego. W 1934 została włączona do Apostolskiej Administracji Łemkowszczyzny. Do parafii należały również filialne cerkwie w Łodzinie i Mrzygłodzie.
Po wojnie utworzono tutaj parafię prawosławną, w 1990 odnowiono parafię greckokatolicką należącą do dekanatu przemyskiego.
Świątynia została włączona do podkarpackiego Szlaku Architektury Drewnianej.

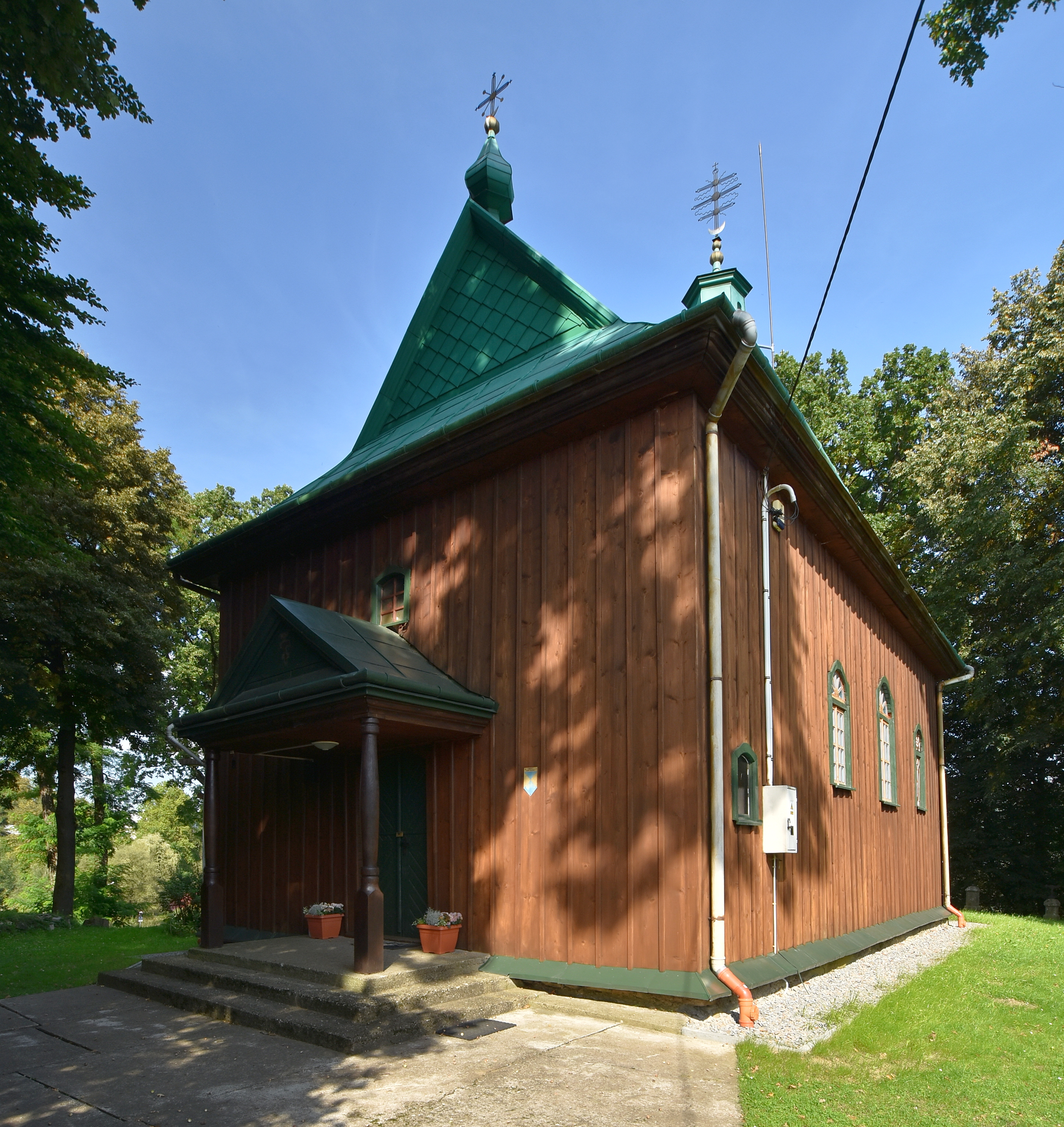
Elewacja frontowa
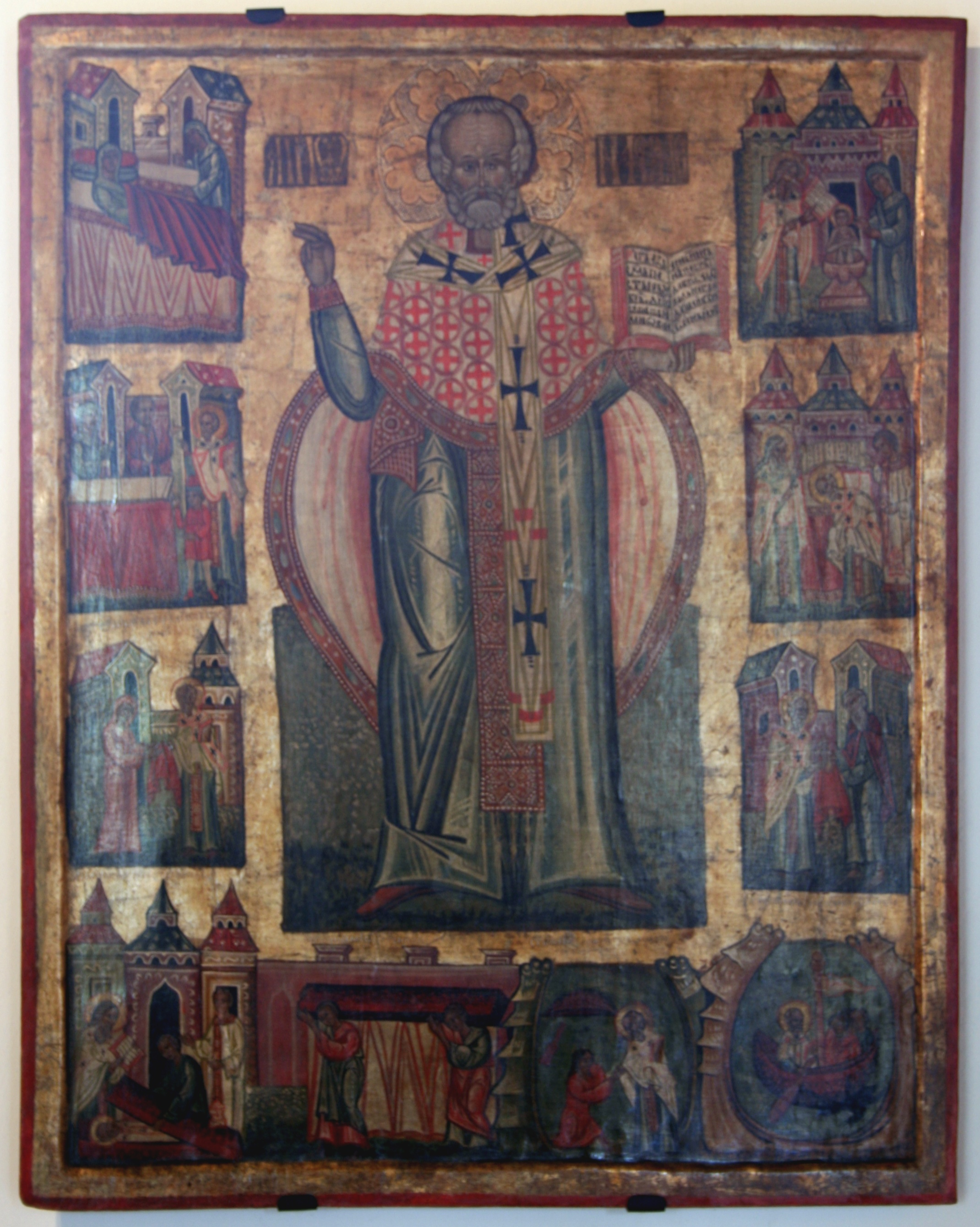
Ikona św. Mikołaja z Hłomczy (obecnie w Muzeum w Sanoku)
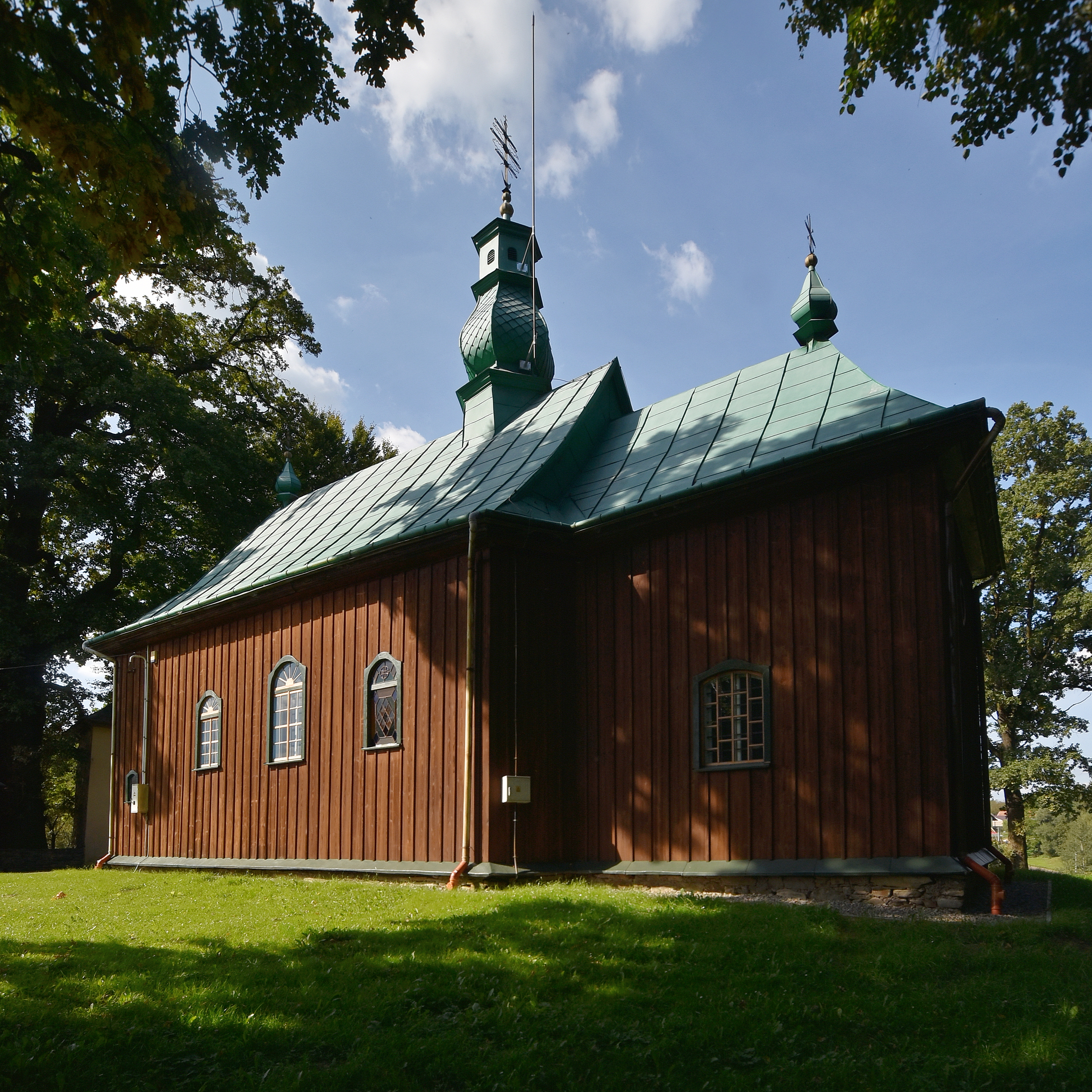
Elewacja boczna